# Mô hình Quảng Đông
Mô hình Quảng Đông (giản thể: 广东模式; phồn thể: 廣東模式; Hán-Việt: Quảng Đông mô thức; bính âm: Guǎngdōng móshì), đề cập đến hàng loạt chính sách xã hội, chính trị và kinh tế được áp dụng ở tỉnh Quảng Đông, miền nam Trung Quốc. Mô hình này thường gắn liền với Bí thư Tỉnh ủy Quảng Đông và Ủy viên Bộ Chính trị Đảng Cộng sản Trung Quốc Uông Dương. Mô hình Quảng Đông có đặc điểm là chính sách kinh tế và xã hội tương đối tự do, và thường đối lập với mô hình Trùng Khánh vốn nhấn mạnh vai trò của nhà nước.

## Mô tả

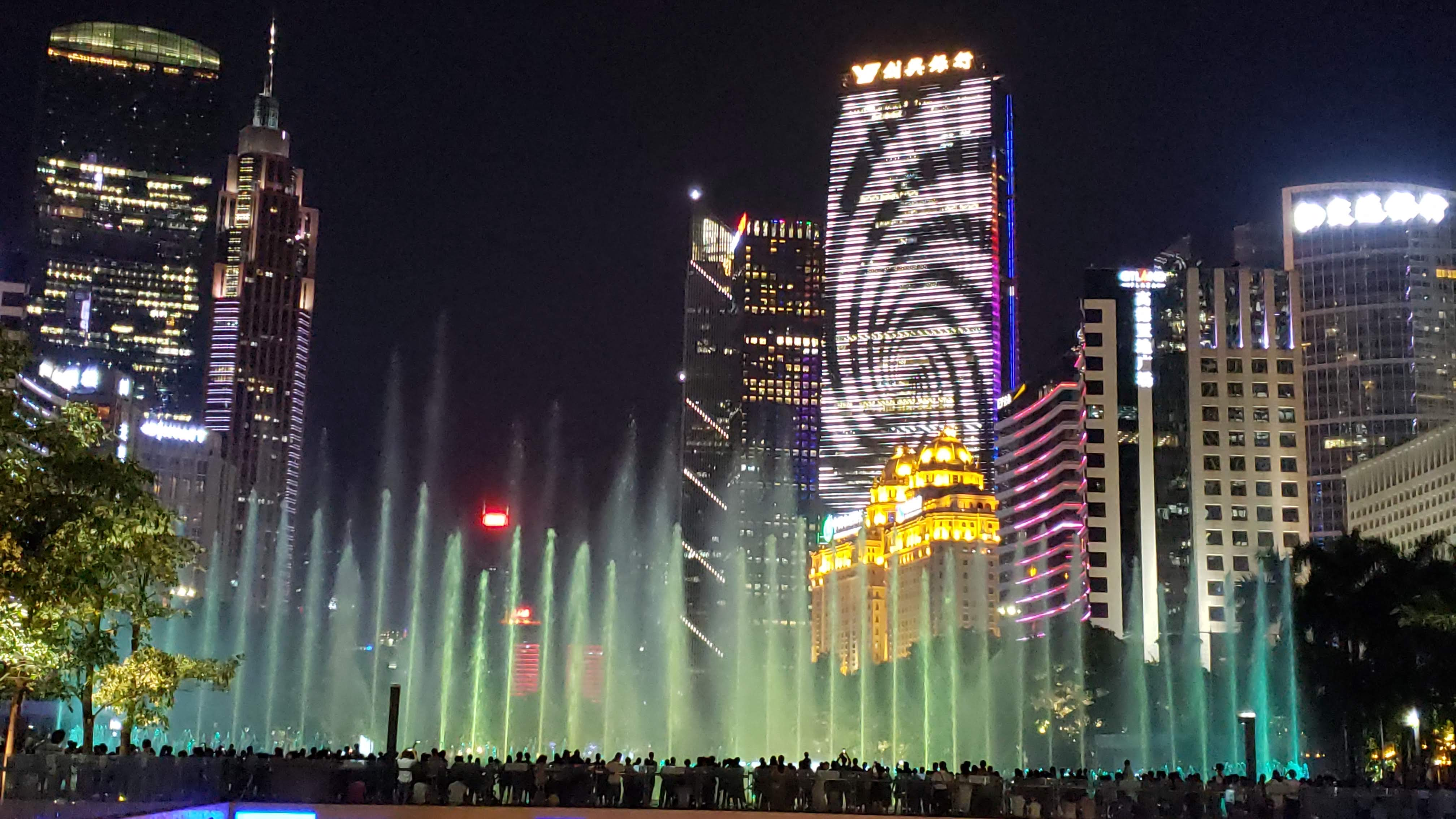
Quảng Châu Thiên Hà CBD, thủ phủ Quảng Đông.

Trong số các đặc điểm chính của mô hình Quảng Đông là vai trò lớn hơn mà mô hình này cho phép đối với xã hội dân sự, bao gồm tổ chức phi chính phủ và công đoàn. Công đoàn thường bị chính quyền Trung Quốc coi thường và do cán bộ Đảng Cộng sản nắm quyền điều hành. Tuy vậy, trong nhiệm kỳ của mình, Uông Dương đã thúc đẩy công đoàn tích cực hơn trong việc đấu tranh cho quyền của người lao động và tham gia vào quá trình đàm phán tập thể. Cách tiếp cận này từng được thể hiện qua hàng loạt cuộc đình công ở Đồng bằng Châu Giang vào năm 2010. Chính quyền Trung Quốc thường coi biểu tình và đình công là mối đe dọa đối với sự ổn định chính trị do đó cần phải mạnh tay trấn áp. Ngược lại, Uông bày tỏ sự thông cảm với những người biểu tình và các cuộc đình công thường được giải quyết bằng cách tăng lương đáng kể cho người lao động. Theo mô hình Quảng Đông, tổ chức phi chính phủ phải đối mặt với những hạn chế ít nghiêm ngặt hơn so với những nơi khác trong cả nước, với một số loại hình tổ chức phi chính phủ được phép đăng ký mà không cần sự tài trợ từ một cơ quan chính phủ. Uông cũng giúp thúc đẩy sự minh bạch hơn trong chi tiêu của chính phủ, và pháp quyền lớn hơn.
Trong khi mô hình Trùng Khánh do đối thủ chính trị của Uông là Bạc Hy Lai tiên phong nhấn mạnh vào việc phân phối của cải một cách công bằng, Uông Dương lại đặt trọng tâm vào sự tăng trưởng kinh tế nói chung. Uông làm được vậy là nhờ khuyến khích doanh nghiệp tư nhân cùng doanh nghiệp vừa và nhỏ, cũng như thông qua việc thực hiện cải cách kinh tế nhằm đưa tỉnh này lên "chuỗi giá trị công nghệ".

## Đón nhận

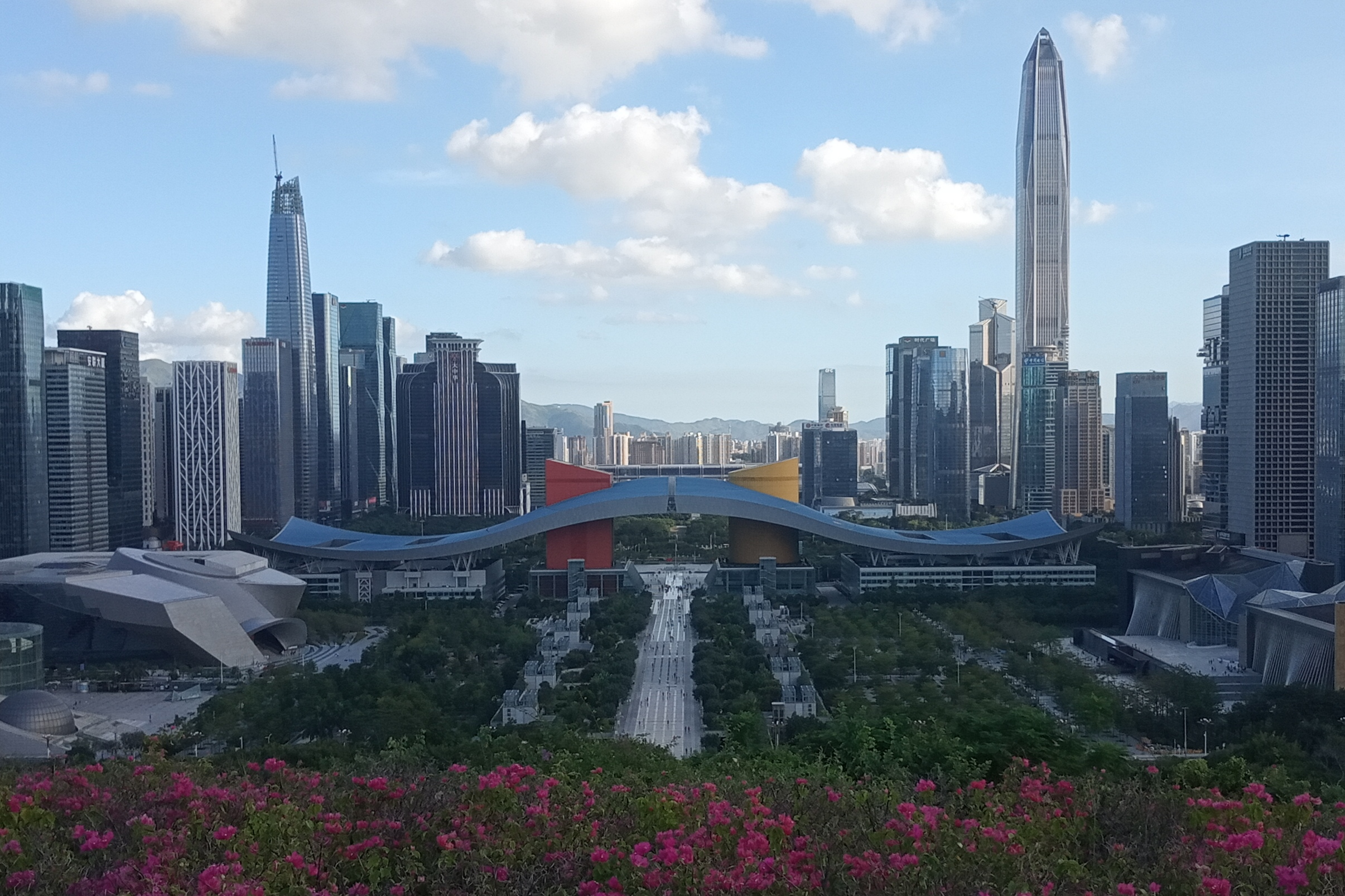
Thâm Quyến Phúc Điền CBD.

Dù mô hình Quảng Đông được mọi người ủng hộ nhiệt liệt ca ngợi, bản thân Uông Dương lại không muốn sử dụng thuật ngữ này. Hơn nữa, nhiều chính sách và cách tiếp cận tạo nên mô hình này không chỉ có ở nhiệm kỳ của Uông; về mặt lịch sử, tỉnh Quảng Đông là một trong những tỉnh có nền kinh tế cởi mở nhất ở Trung Quốc và là nơi thiết lập một số đặc khu kinh tế đầu tiên của Trung Quốc. Đúng như Tiêu Bân, giáo sư ngành công vụ tại Đại học Tôn Dật Tiên, lưu ý rằng mô hình Quảng Đông đã phát triển kể từ khi Trung Quốc bắt đầu công cuộc cải cách kinh tế vào cuối thập niên 1970 và 1980.